# Actenicerus chokai
Actenicerus chokai é uma espécie de besouro click da família Elateridae. A espécie foi descrita cientificamente por Kishii em 1966.